# Даме Попов
 Тази статия е за революционера.  За просветния деец вижте Дамян Попов.  
Дамян (Даме) Попиванов или Попов е български революционер, деец на Вътрешната македоно-одринска революционна организация.

## Биография
Роден в 1874 година в прилепското село Долнени, което тогава е в Османската империя. Влиза във ВМОРО в 1898 година, заклет от свещеник Георги Шивачев и няколко години е легален деец на Организацията. След убийството на Йордан Гавазов в 1898 година, укрива четника Стоян Димитров – Акчията. Заедно с четата на Мирче Ацев участва в убийството на Асан Сульо (Суле) Пушка в Долнени.
През май 1901 година става четник на Марко Лазаров. След като войводата Лазаров се разболява и заминава в България на лечение през есента на същата година Даме Попов го замества като прилепски войвода. Член е на Прилепския революционен комитет. По-късно е заменен от харамията дядо Андрей Петров до пристигането на Никола Русински в района през есента на 1901 година.
Пред 1902 година по нареждане на Гоце Делчев заминава за София. През 1903 година навлиза в Македония с четата на Яне Сандански, а по-късно е в четата на Георги Скрижовски. Участва в няколко сражения до Младотурската революция в 1908 година, след която се легализира. В 1909 година е арестуван и затворен за раняването на сърбоманина Веле Анчев. В 1912 година става четник на Милан Гюрлуков, като взима участие в три сражения. С четата на Гюрлуков се включва в Македоно-одринското опълчение при избухването на Балканската война в 1912 година.
След окупацията на Вардарска и Егейска Македония от Сърбия и Гърция Даме Попов се включва с четата си в съпротивата на ВМОРО. Четата му се сражава със сръбски потери при Червената стена.
По време на участието на България в Първата световна война Попов се включва в редовете на Единадесета пехотна македонска дивизия. Попов е командир на Прилепския партизански взвод на Партизанския отряд на Единадесета пехотна македонска дивизия. Частта на Попов се състои от 26 души, 16 са от Прилепско, 2 от Велешко, 5 от Воденско и 2 от Тиквешко, като никой не е напускал Македония. Четата му е формирана в навечерието на Великден 1914 година първоначално от дезертьори от сръбската армия от Прилепско и е оглавена от Атанас Джамот. След нарастването ѝ е поета от Даме Попов. Четата води забележително тричасово сражение при Заградски камен над село Заград, като след тричасов бой си пробива път с бомби. След намесата на България във войната е трансформирана във взвод на 11-та дивизия. Участва в сражението с англичани и французи при Житолуп край устието на Черна.
След войните Даме Попов емигрира в България. Участва в работата на Илинденската организация.
По време на присъединяването на Вардарска Македония към България през Втората световна война Даме се връща със семейството си в Прилеп. На 24 февруари 1943 година, като жител на Прилеп, подава молба за българска народна пенсия, която е одобрена и отпусната от Министерския съвет на Царство България.
Умира в Прилеп на 13 юни 1948 година.
Неговият родственик Миланчо Янкоски от Прилеп издава в България книгата „Досието Попиванова“ (2019), исторически роман за Даме Попов и неговата дъщеря Зора Попиванова.